# Schweighouse-sur-Moder
Schweighouse-sur-Moder é uma comuna francesa na região administrativa de Grande Leste, no departamento Baixo Reno. Estende-se por uma área de 9,92 km². Em 2010 a comuna tinha 5 018 habitantes (densidade: 505,8 hab./km²).

## Cidades-irmãs
- Marano Lagunare, Itália